# Depot von Nové Vráto
Das Depot von Nové Vráto (auch Hortfund von Nové Vráto) ist ein Depotfund der frühbronzezeitlichen Aunjetitzer Kultur aus Nové Vráto, einem Stadtteil von Budweis im Jihočeský kraj, Tschechien. Es datiert in die Zeit zwischen 2000 und 1800 v. Chr. Die erhaltenen Gegenstände des Depots befinden sich heute im Südböhmischen Museum in Budweis.

## Fundgeschichte
Das Depot wurde am 26. September 1964 nördlich der Straße Hlinská beim Bau der ČSAO-Automobilwerkstätten entdeckt. Es lag in einer Tiefe von etwa 40–50 cm in tonsandiger Erde. Die Fundstelle lag ursprünglich an einem leichten Hang eines flachen, von Bachniederungen umgebenen Geländerückens. Aus dem Stadtgebiet von Budweis sind noch drei weitere Depots der Aunjetitzer Kultur bekannt: das Depot von Budweis, das Depot von Mladé und das Depot von Suché Vrbné.

## Zusammensetzung
Das Depot bestand ursprünglich aus 53 bronzenen Ösenhalsringen. Sie wurden in Bündeln oder Gruppen zu je fünf Stück aufgefunden. Sie waren wohl ursprünglich verschnürt oder in Beuteln verstaut. Es waren noch Reste einer Hanfschnur sowie weitere Textilreste erhalten. Von den Ringen sind im Museum in Busweis nur noch 49 vollständige und ein Bruchstück erhalten, die restlichen drei Exemplare sind verschollen. Die erhaltenen Ringe haben einen Durchmesser zwischen 148 mm und 177 mm und ein Gewicht zwischen 129 g und 212 g. Das Gesamtgewicht der Funde beträgt 9,315 kg.